# Lilli Paasikivi

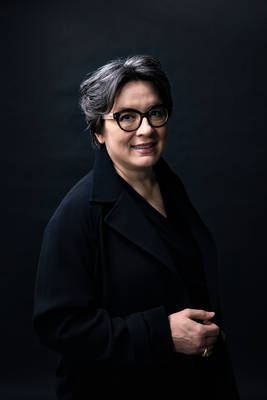
Lilli Paasikivi (2020)

Lilli Katriina Paasikivi-Ilves (* 22. Juli 1965 in Imatra) ist eine finnische Opernsängerin (Mezzosopran) und Kulturmanagerin. Von 2013 bis 2023 leitete sie die Finnische Nationaloper. Mit 1. Oktober 2024 übernahm sie künstlerische Leitung der Bregenzer Festspiele.

## Leben
Lilli Paasikivi erhielt ihre Gesangsausbildung bis 1992 an der Königliche Musikhochschule Stockholm bei Solwig Grippe. Außerdem studierte sie in London am Royal College of Music, Privatstunden nahm sie bei Janet Baker. 1994 wurde sie an die NorrlandsOperan in Umeå engagiert und 1995 an das Opernstudio in Helsinki.
Von 1998 bis 2013 war sie Ensemblemitglied an der Finnischen Nationaloper, wo sie beispielsweise die Fricka im Ring des Nibelungen, die Carmen oder die Amneris in der Aida sang. Einspielungen nahm sie unter anderem zu Kompositionen von Jean Sibelius und Gustav Mahler vor.
2008 wurde ihr die Pro Finlandia-Medaille des Ordens des Löwen von Finnland verliehen. 2013 übernahm sie die künstlerische Leitung der Finnischen Nationaloper, wo sie 2019 das Projekt Opera Beyond zur Verbindung von Oper und Ballett mit neuen technischen Anwendungen initiierte. 2016 gründet sie das Festival Sydänkesän säveliä, von 2010 bis 2015 war sie künstlerische Leiterin der Pyhäniemen-Kartano-Konzertreihe.
Im Dezember 2022 wurde bekanntgegeben, dass sie als Nachfolgerin von Elisabeth Sobotka ab 1. Oktober 2024 die Leitung der Bregenzer Festspiele übernehmen soll. Ihr Vertrag wurde auf fünf Jahre abgeschlossen. Als künstlerischer Leiter der Finnischen Nationaloper folgte ihr im August 2023 Thomas de Mallet Burgess nach.